# Polyplectropus joram
Polyplectropus joram is een schietmot uit de familie Polycentropodidae. De soort komt voor in het Oriëntaals gebied.